# Aegomorphus clavipes
Aegomorphus clavipes es una especie de escarabajo longicornio del género Aegomorphus,  subfamilia Lamiinae. Fue descrita científicamente por Schrank en 1781.
Se distribuye por Georgia, Serbia, Bosnia y Herzegovina, Croacia, Cerdeña, Sicilia, Kazajistán, Rusia europea, Estonia, Córcega, Ucrania, Lituania, República Checa, Yugoslavia, Eslovenia, Polonia, Moldavia, Azerbaiyán, Armenia, Crimea, Letonia, Montenegro, Eslovaquia y Grecia. Mide 7-17 milímetros de longitud.